# Église Saint-Jacques-le-Majeur de Saint-Yaguen
Pour les articles homonymes, voir Église Saint-Jacques-le-Majeur.
L'église Saint-Jacques-le-Majeur se situe sur la commune de Saint-Yaguen, dans le département français des Landes. Elle est inscrite aux monuments historiques par arrêté du 2 septembre 2004.

## Présentation
Ancienne étape sur une route secondaire du chemin de Compostelle, l'église est bâtie dans un  style roman. Son chevet est formé d'une abside cantonnée de deux absidioles. La voûte de la nef est détruite en 1569 par les troupes protestantes menées par Montgommery. Elle est reconstruite en 1870 par l'architecte départemental Alexandre Ozanne, qui ajoute un bas-côté sud au bâtiment. Le cul-de-four de l'absidiole nord a conservé un décor peint du début du XVIIe siècle.

## Galerie

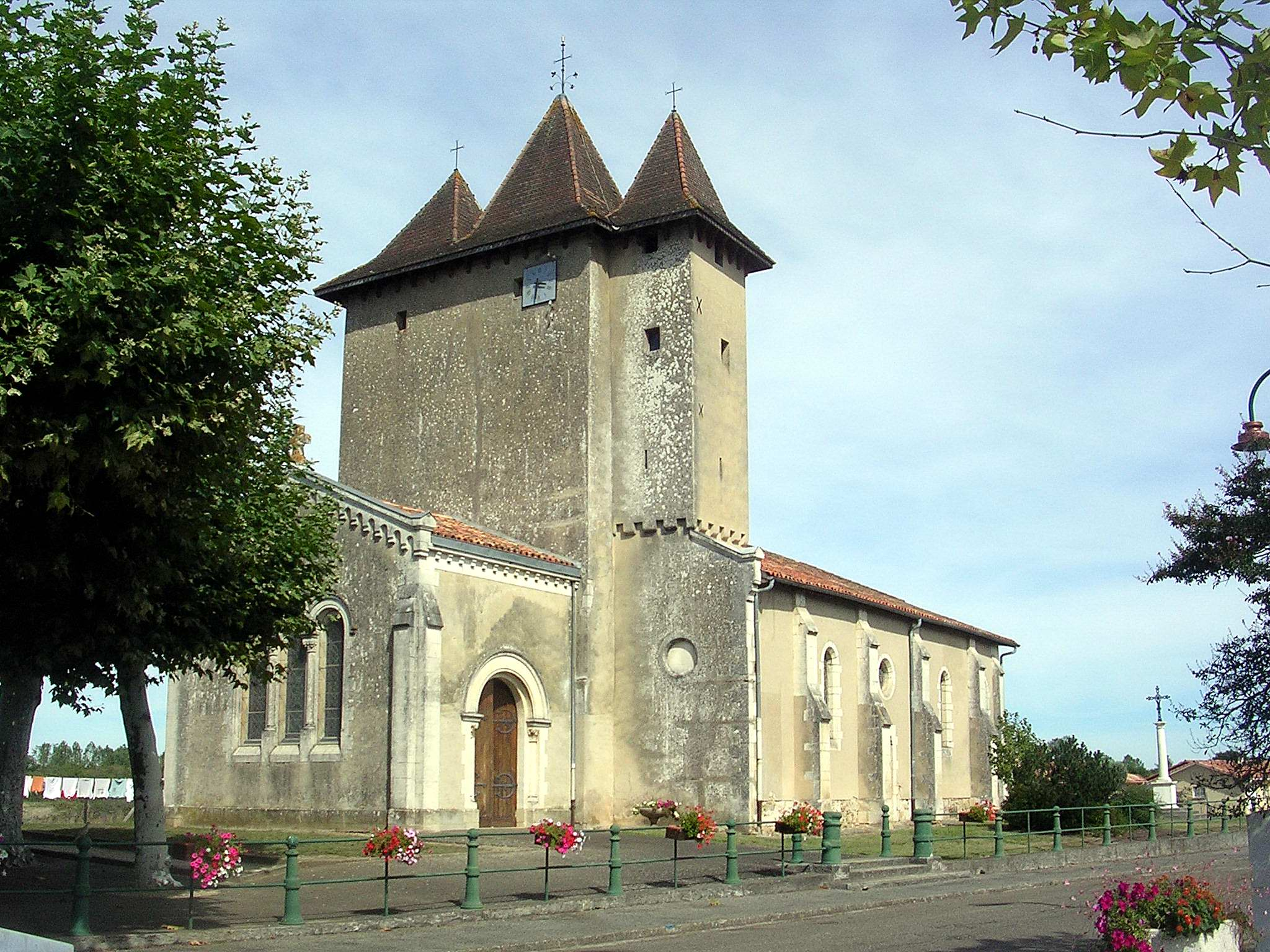
Porche
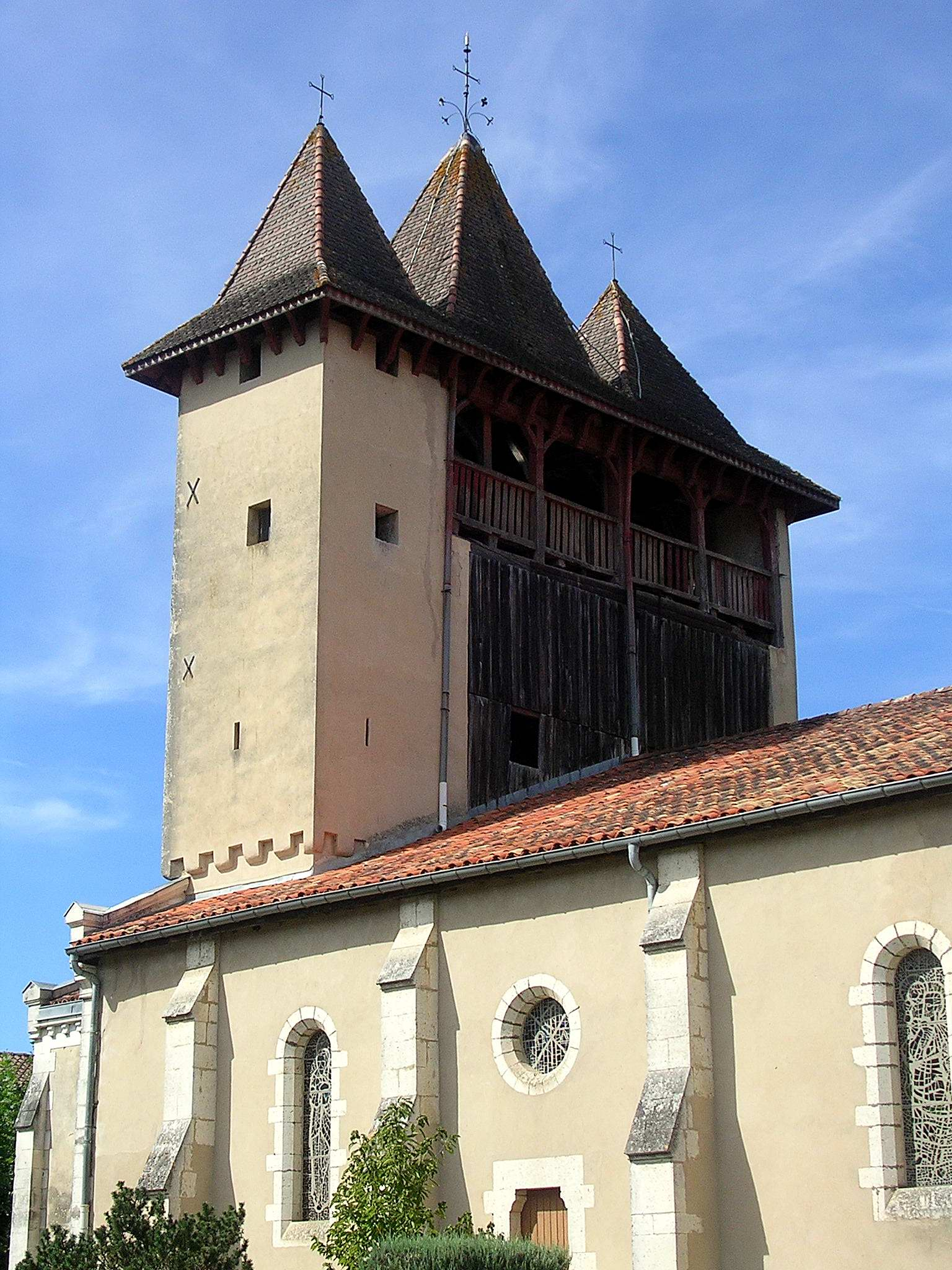
Détail du clocher
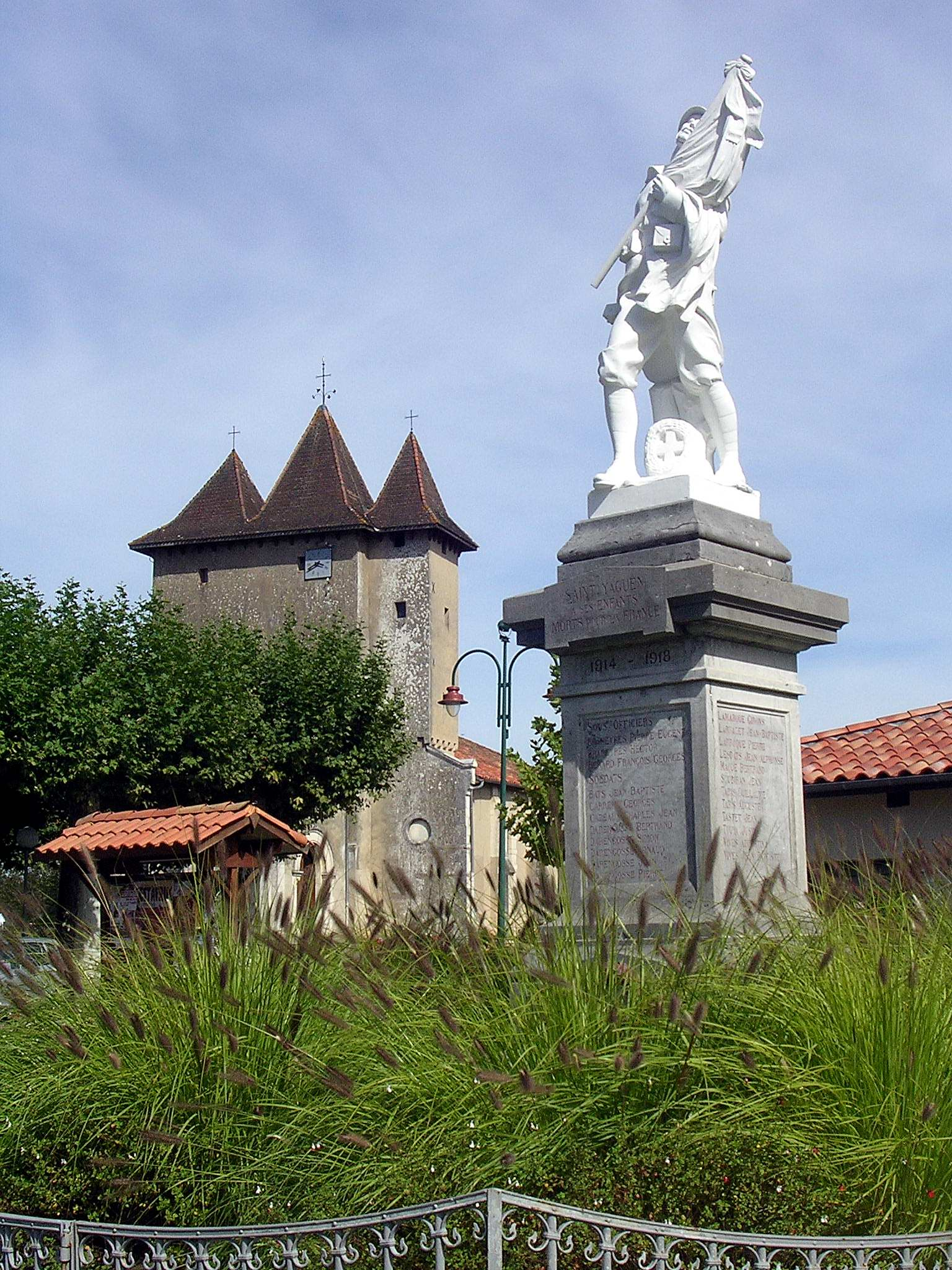
Vue depuis le monument aux morts